# Cychry (West-Pommeren)
Cychry (Duits: Zicher) is een dorp in de Poolse woiwodschap West-Pommeren. De plaats maakt deel uit van de gemeente Dębno en telt 1000 inwoners.